# Quốc huy Cộng hòa Séc

Quốc huy Cộng hòa Séc

Quốc huy Cộng hòa Séc thể hiện ba vùng đất trong lịch sử đã tạo nên quốc gia này.

## Nguồn gốc và ý nghĩa

Cộng hòa Tiệp Khắc (1918-1938 và 1945-1961)
Vùng lãnh thổ bảo hộ Bohemia và Moravia (1939-1945, thuộc địa của Đức Quốc xã)
Sudetenland (Tên gọi hành chính của Tiệp Khắc khi bị Đức Quốc xã chiếm đóng)
Cộng hòa Xã hội chủ nghĩa Tiệp Khắc (1961-1989)